# Dysstroma thingvallata
Dysstroma thingvallata är en fjärilsart som beskrevs av Otto Staudinger 1871. Dysstroma thingvallata ingår i släktet Dysstroma och familjen mätare. Inga underarter finns listade i Catalogue of Life.